# 青春アワー・青春アクションシリーズ
『青春アワー』（せいしゅんアワー）、『青春アクションシリーズ』（せいしゅんアクションシリーズ）、『アンコールアワー』は、1971年2月15日から1988年3月9日まで日本テレビ（関東ローカル）の平日16時（JST）に放送されていたテレビドラマ再放送枠の名称である。
放送時間は月曜 - 木曜は16:00 - 17:00で、金曜のみ16:55にミニ番組がある関係上16:00 - 16:55だったが、1973年10月から月 - 木の16:55に『ガイド枠』を設けたため、全曜日が16:00 - 16:55に統一された。

## 概要
日本テレビ平日16時の再放送枠は1967年10月から開始、半年後に「青春シリーズ」という枠名が付けられ、主に月曜20:00で放送された作品を放送していたが、1970年10月より枠名が一時的に無くなっており、4ヶ月半ぶりに『青春アワー』という枠名を設けた。放送作品は日曜20:00で放送された青春ドラマが中心だった。
また、枠名を『青春アクションシリーズ』に変更して刑事ドラマを放送する場合もあり、中でも『太陽にほえろ!』は一番の常連だった。
1979年春に平日14時の『愛の名作シリーズ』または『愛とサスペンスシリーズ』が廃枠になり、1982年春に平日15時の『テレビドラマシリーズ』または『時代劇シリーズ』が廃枠になると、当枠は『アンコールアワー』へと改題し、日本テレビ平日午後唯一の1時間ドラマ再放送枠となったが、1988年春の改編で平日17:30に萩本欽一司会の帯バラエティ番組『欽きらリン530!!』を設置するにあたり、それまで月 - 水17:30に再放送されていたアニメ『ヤッターマン』（第1作）を月 - 木16:30に拡大移動し、金曜16:30にはアニメ『シティーハンター2』（読売テレビ制作）を開始するため、改編に先駆けた1988年3月9日終了の『結婚物語』を以て、17年強続いた当枠は廃枠になった。

## 放送作品一覧

### 青春アワー
- セブンティーン -17才- - 第1回作品。
- 姿三四郎（竹脇無我主演版）
- 闘魂
- おれは男だ!
- 気になる嫁さん
- おこれ!男だ
- 雑居時代
- 飛び出せ!青春
- 傷だらけの天使
- 結婚物語
- ほか

### 青春アクションシリーズ
- 東京バイパス指令
- 太陽にほえろ!
- 大都会シリーズ
- ほか[3]

『東京バイパス指令』は「青春アワー」枠、『太陽にほえろ!』『大都会』は「アンコールアワー」枠でも放送実績あり。

## その後
- 当枠が廃枠後は、『NTTアワー TIME21』の再放送や、プロ野球開幕に先駆けて行われた「東京ドーム開場記念 サッポロビールプロ野球トーナメント」中継を放送、そして4月からは再放送枠を16:00 - 16:30に狭め、30分ドラマ『Wパパにオマケの子?!』→『セーラー服反逆同盟』を再放送した。
- そして6月23日で『ヤッターマン』が終了すると、6月27日より月 - 木で1時間ドラマ再放送を再開、そして『欽きらリン』終了後に『シティーハンター2』が金曜17:30に移動すると、月 - 金に拡大した。この時期には『D-refrain』という枠タイトルが設定されていた。

## 備考
- 14時・15時の再放送枠同様、プロ野球日本シリーズ中継（当時はデーゲーム）の際は休止される。
- また1982年以降、通常は編成されず、仮に編成されても深夜番組『11PM』で録画放送される月曜日にプロ野球中継（後楽園球場主催の巨人戦）が強行編成された時は、通常は月曜20:00で生放送される『ザ・トップテン』→『歌のトップテン』を、公開場所の渋谷公会堂で収録し、当枠の火曜日放送分を休止して放送するという事が稀に有った。
- 『太陽にほえろ!』は他作品と再放送フォーマットが異なり、「マカロニ刑事編」「ジーパン刑事編」などの様に、中心になる若手刑事が活躍していた時期のみを放送する形式だった。